# Microlophus tarapacensis
Microlophus tarapacensis är en ödleart som beskrevs av  Donoso-barros 1966. Microlophus tarapacensis ingår i släktet Microlophus och familjen Tropiduridae. IUCN kategoriserar arten globalt som otillräckligt studerad. Inga underarter finns listade i Catalogue of Life.